# Daphne-klassen
Daphne-klassen var en fartøjsklasse i Søværnet der blev betegnet bevogtningsfartøjer, eller på engelsk, Seaward Defence Craft. Forkortelsen for den engelske betegnelse gjorde, at skibene i daglig tale blev benævnt SDC'erne.
Fartøjerne blev ikke, som skik og brug er nu til dags, navngivet af enkeltpersoner, men derimod ved kongelig resolution.
Den funktion, som klassen havde, er nu delvist overflødiggjort pga. Warszawapagtens kollaps, og delvist overtaget af Diana-klassen, der er designet til at dække mange af de funktioner, som førhen var fordelt på flere forskellige enheder. Herved har det været muligt at reducere i antallet af de specialfartøjer der var i Søværnet.
| Pnt. | Navn      | Kølen lagt         | Søsat             | Indgået           | Navngivet af        | Skæbne                                             | Kaldesignal |
| ---- | --------- | ------------------ | ----------------- | ----------------- | ------------------- | -------------------------------------------------- | ----------- |
| P530 | Daphne    | 1. april 1960      | 10. november 1960 | 19. december 1961 | Kongelig resolution | Udgået 30. juni 1990, solgt og omdannet til husbåd | OVCM        |
| P531 | Dryaden   | 1. juli 1960       | 1. marts 1961     | 4. marts 1962     | Kongelig resolution | Udgået 1. juli 1991                                | OVCN        |
| P532 | Havmanden | 15. november 1960  | 16. maj 1961      | 30. august 1962   | Kongelig resolution | Udgået 1978                                        | OVCO        |
| P533 | Havfruen  | 15. marts 1961     | 4. oktober 1961   | 20. december 1962 | Kongelig resolution | Udgået 1. februar 1991                             | OVCP        |
| P534 | Najaden   | 20. september 1961 | 20. juni 1962     | 26. marts 1963    | Kongelig resolution | Udgået 1. oktober 1991                             | OVCQ        |
| P535 | Nymfen    | 31. marts 1962     | 1. november 1962  | 26. oktober 1963  | Kongelig resolution | Udgået 1. november 1991                            | OVCR        |
| P536 | Neptun    | 1. september 1962  | 29. maj 1963      | 18. december 1963 | Kongelig resolution | Udgået 30. oktober 1989                            | OVCS        |
| P537 | Ran       | 1. december 1962   | 10. juli 1963     | 15. maj 1964      | Kongelig resolution | Udgået 31. marts 1991                              | OVCT        |
| P538 | Rota      | 19. juli 1963      | 26. november 1963 | 20. januar 1965   | Kongelig resolution | Udgået 31. oktober 1989                            | OVCU        |

Daphne-klassen hørte til på Flådestation Holmen, men var under sejlads underlagt enten Bornholms- eller Kattegats marinedistrikts taktiske kontrol (TACON).

## Typisk besætning 1988
- Fartøjschef: kaptajnløjtnant.

Forvaltningsdivisionen:
- Regnskabsfører: seniorsergent.
- Skibskok: overkonstabel eller værnepligtig kok.
- 2 messegaster: værnepligtige menige med svendebrev som bager, murer…

Operationsdivisionen:
- NK (næstkommanderende): premierløjtnant.
- 1 overkonstabel uddannet telegrafist.
- 3 (over)konstabler som plottere.
- 1 værnepligtig menig med matematisk studentereksamen som plotter.

Teknikdivisionen:
- TKO (teknikofficer): sekondløjtnant (værnepligtig maskinmester).
- 1 overkonstabel uddannet maskinarbejder.
- 3 værnepligtige menige med svendebrev som smed eller maskinarbejder.
- 1 værnepligtig menig med svendebrev som elektriker.

Våbendivisionen:
- 3K (tredjekommanderende): sekondløjtnant (værnepligtig skibsføreruddannet).
- 2 (over)konstabler, hhv. artillerist og minegast.
- 1 konstabel som elektromekanikerlærling.
- 1 værnepligtig menig uddannet som befaren matros eller fisker.
- 1 værnepligtig menig med hf-eksamen som signalgast.

## Andet
P530 Daphne deltog som det moderne sørøverskib El Diablo i filmen Jolly Roger fra 2001.